# Усов, Владимир Ильич
Усов, Владимир Ильич — скульптор, заслуженный художник России (1995), член Союза художников России.
Автор ряда монументальных архитектурных композиций, установленных в России, Японии, Греции, на Мальте.
Участвовал в восстановлении монастыря «Новый Иерусалим» (куратор по скульптурной части).

## Биография
Родился 13 мая 1947 г. в г. Красноярске.

## Образование
Владимир Ильич Усов окончил общеобразовательную школу, художественную школу им. В. И. Сурикова в г. Красноярске, курсы при Московском государственном академическом художественном институте им. В. И. Сурикова, Московский педагогический государственный университет (художественно-графический факультет).
Большое влияние на творческой становление Владимира Ильича оказали работы Н. А. Лавинского, О.К. Комова, А.А. Древина, Л.Т. Гадаева, В. М. Клыкова, И. Ф. Блюмель, а также многолетняя совместная работа с московским архитектором А. Гнездиловым.

## Трудовая деятельность
С 1983 г. Владимир Ильич занимается преподаванием живописи, скульптуры, графики и композиции.
Руководитель и преподаватель ИЗО-студии с 30 летним педагогическим стажем.
Являлся резидентом-консультантом по скульптуре при ЦНРПМ (центральные научно-реставрационные проектные мастерские), куратор скульптурных композиций, восстанавливающихся в монастыре «Новый Иерусалим».

## Творчество
Основная тема творчества Владимира Ильича Усова — психологический портрет современника и исторических личностей.
Усов работает в разных материалах — бронзе, мраморе, металле, дереве.

## Основные выставки
Участник 37 Всесоюзных и Республиканских выставок, а также двух юбилейных выставок МСХ.
В 1990—1991 гг в греческом г. Лутраки состоялись две выставки живописи, рисунка и скульптуры, которые были организованы Обществом Греция-Россия и Росзарубежцентром, возглавляемым космонавтом Валентиной Терешковой.

## Критика
Творчество Владимира Ильича напрямую определено характером художника — скромностью, стремлением к простоте и естественности, в которой ему удается найти гармонию природы человека и окружающего мира.
Скульптурные образы Микеланджело, А. С. Пушкина, М. Ю. Лермонтова, А. П. Чехова, С. В. Рахманинова, В. В. Маяковского раскрывают умение художника не просто следовать за внешностью человека, но исследовать его душу и разум, чувствовать его сердце. Художник свободно лепит форму самого характера модели, открывая нам его личность. Пожалуй, самое ценное в портретах В. Усова — это то, что они в прямом смысле слова «живые».